# Тоби Лит
Тоби Лит (на английски: Toby Litt) е английски поет и писател на произведения в жанра драма, лирика, трилър, научна фантастика и документалистика.

## Биография и творчество
Тоби Лит е роден на 20 август 1968 г. в Амптхил, Бедфордшир, Англия. Завършва гимназия в Бедфорд в „Bedford Modern School“. Следва английска филология в Уорчестър колидж на Оксфордския университет. Живее в Прага от 1990 до 1993 г. Учи през 1994 – 1995 г. и получава магистърска степен по творческо писане в Университета на Източна Англия при Малкълм Бредбъри.
Докато е в университета пише разкази, за които получава награди и стипендията „Къртис Браун“. Разказите му са публикувани през 1996 г. в сборника „Adventures in Capitalism“ (Приключения в капитализма).
Първият ѝ му роман „Битниците : Английски роман за пътя“ е издаден през 1997 г.
Автор е на романите: „Corpsing“ от 2000 г. е трилър, на фона на лондонското Сохо; „Deadkidsongs“ от 2001 г. – тъмна приказка от детството. Сборникът му „Exhibitionism“ от 2002 г. е колекция от разкази, които изследват границите на секса и сексуалността.
Негов разказ е включен през 2000 г. в антологията „All Hail the New Puritans“ (Приветствам новите пуритани),
През 2003 г. е обявен за един от двадесетте най-добри млади британски писатели от списание „Granta“.
Историята му „The Audioguide“ е екранизирана през 2006 г. в едноименния късометражен филм с участието на Нив Макинтош, Иън Мосби, Александър Джайлс.
През 2018 г. е издадена книгата му „Wrestliana“, съдържаща неговите мемоари за борба, писане, загуба и това да бъдеш мъж.
Преподава творческо писане в катедрата по английски и хуманитарни науки в колежа „Биркбек“ на Лондонския университет. Член е на английския ПЕН клуб.
Тоби Лит живее със семейството си в Лондон.

## Произведения

### Самостоятелни романи
- Beatniks (1997)
Битниците : Английски роман за пътя, изд.: ИК „Рива“, София (2008), прев. Александър Маринов – Санчо
- Corpsing (2000)
- Deadkidsongs (2001)
- Finding Myself (2003)
- Ghost Story (2004)
- Hospital (2007)
- Journey into Space (2009)
- King Death (2010)
- Life-Like (2014)
- Lilian's Spell Book (2017)
- Notes for a Young Gentleman (2018)
- Patience (2019)

### Новели
- Call it 'The Bug' (2013)

### Сборници
- Adventures in Capitalism (1996)
- Exhibitionism (2002)
- I Play the Drums in a Band Called Okay (2008)
- Lemistry (2011) – с Брайън Олдис, Ани Кларксън, Франк Котрел-Бойс, Яцек Дукай, Тревор Хойл, Станислав Лем, Адам Марек, Войчех Орлински и Пьотр Шулкин
- I'm with the Bears (2011) – с Маргарет Атууд, Паоло Бацигалупи, T. C. Бойл, Лидия Милет, Ву Минги, Дейвид Мичъл, Натаниел Рич, Ким Стенли Робинсън и Хелън Симпсън
- Six Shorts (2013) – с Джунот Диас, Марк Хадън, Сара Хол, Сайън Джоунс и Али Смит

### Разкази
- The Children's Crusade: Act Three (1994) – с Хайме Делано, Нийл Геймън и Алиса Куитни
- Zips (1996)
- On the Etiquette of Eye-Contact During Oral Sex (2000)
- The Melancholy (2010)
- Newromancer (2011)
- Call It „The Bug“, Because I Have No Time to Think of a Better Title (2012)
- The Children's Crusade: Act Two (2015) – с Рейчъл Полак
- The Fanglur and the Twoof (2017)
- Wrestliana (2018) – мемоари

### Документалистика
- Mutants (2016)
- Wrestliana (2018)

### Екранизации
- 2005 Rare Books and Manuscripts
- 2006 The Audioguide